# 平井啓太
平井 啓太（ひらい けいた、1982年11月 - ）は、日本の薬学者（臨床薬理学・臨床薬物動態学・医療薬学）・薬剤師。博士（医療薬学）（静岡県立大学・課程博士・2012年）。静岡県立大学薬学部講師・大学院薬学研究院講師。
静岡県立こども病院薬剤室副主任薬剤師、静岡県立総合病院薬剤部副主任薬剤師、静岡県立大学薬学部助教などを歴任。

## 概要
専門は、臨床薬理学臨床薬物動態学・医療薬学。薬物動態や薬効に関する遺伝子マーカーの研究などが知られており、個別化医療の確立に資する研究に取り組んだ。薬剤師として静岡県立こども病院や静岡県立総合病院などで勤務する傍ら、静岡県立大学薬学部客員共同研究員を兼任、学究活動にも従事した。その後、静岡県立大学で常勤教員となり、薬学部にて教鞭を執った。

## 来歴

### 生い立ち
1982年（昭和57年）11月生まれ。静岡県立大学に進学、薬学部製薬学科にて学んだ。2005年（平成17年）3月、静岡県立大学卒業に伴い、学士の学位を取得。さらに静岡県立大学大学院に進学、薬学研究科にて学んだ。2007年（平成19年）3月、静岡県立大学大学院博士前期課程修了に伴い、修士の学位を取得。

### 薬剤師として
薬剤師国家試験合格・大学院修了後は、静岡県立こども病院に採用され、2007年（平成19年）4月より薬剤師として薬剤室で勤務。なお、2009年（平成21年）4月静岡県立こども病院は地方独立行政法人・静岡県立病院機構に移管されたが、引き続き勤務。2012年（平成24年）4月には、静岡県立こども病院薬剤室副主任薬剤師に昇任。また、それと並行して2009年（平成21年）10月より静岡県立大学大学院に進学、薬学研究科にて学んだ。2012年（平成24年）9月、静岡県立大学大学院博士後期課程修了に伴い、博士（医療薬学）の学位を取得。同年10月からは、静岡県立こども病院での勤務を本務としつつ、静岡県立大学薬学部客員共同研究員を兼任。2013年（平成25年）10月、静岡県立総合病院に転じ、薬剤部の副主任薬剤師に就任。

### 薬学者として
2014年（平成26年）5月、静岡県立大学薬学部助教に就任。2019年（平成31年）4月、静岡県立大学薬学部講師に昇任、主として薬学科の講義を担当、伊藤邦彦、井上和幸、辻大樹らとともに臨床薬効解析学分野を受け持った。また、静岡県立大学大学院薬学研究院講師を兼務。大学院は研究院・学府制が導入されていることから、薬食生命科学総合学府の講義を担当、臨床薬効解析学教室を受け持った。

## 研究
専門は薬学。特に臨床薬理学、臨床薬物動態学、医療薬学の研究に従事。具体的には、薬物動態や薬効に関連のある遺伝子マーカーについて解析、その知見に基づいたオーダメイド医療の実現を図った。呼吸器や循環器に対する個別化医療の実現を目指し、薬物動態や薬効の解析に取り組んだ。また、抗菌薬を用いた適正な薬物治療の実現を図り、薬物動態と薬効の解析に取り組んだ。
これまでの業績に対して、いくつかの学術賞が授与された。
1. 2013年（平成25年）10月、日本肺高血圧学会よりYoung Investigators Awardが授与された[8][† 4]。
2. 2016年（平成28年）4月と2018年（平成30年）4月、近畿・北陸気道疾患研究会によるKinki Hokuriku Airway disease Conferenceにおいて[† 5]、優秀賞が授与された[8]。
3. 2018年（平成30年）6月、「ゲノム薬理と薬物動態解析を基盤とした薬物療法および病態の個別化研究」[9]に対して、日本薬学会の東海支部より学術奨励賞が授与された[9][8]。
4. 2019年（令和元年）6月、「喘息患者における増悪発現とNOS2遺伝子多型との関連」[10]に対しては、「喘息の増悪に関連する危険因子についての重要な知見であり、重症喘息患者の病態評価や治療に反映されるものと考えられ、今後の臨床応用が期待される」[10]と評価され、日本アレルギー学会より学術大会賞が授与された[8][10][11]。

日本薬学会、日本医療薬学会、日本臨床薬理学会、日本呼吸器学会、日本アレルギー学会、日本TDM学会、などに所属。

## 略歴
- 1982年 - 誕生[4]。
- 2005年 - 静岡県立大学薬学部卒業[5]。
- 2007年 - 静岡県立大学大学院薬学研究科博士前期課程修了[5]。
- 2007年 - 静岡県立こども病院薬剤室薬剤師[3]。
- 2012年 - 静岡県立こども病院薬剤室副主任薬剤師[3]。
- 2012年 - 静岡県立大学大学院薬学研究科博士後期課程修了[5]。
- 2012年 - 静岡県立大学薬学部客員共同研究員[3]。
- 2013年 - 静岡県立総合病院薬剤部副主任薬剤師[3]。
- 2014年 - 静岡県立大学薬学部助教[3]。
- 2019年 - 静岡県立大学薬学部講師[3]。
- 2019年 - 静岡県立大学大学院薬学研究院講師。

## 賞歴
- 2013年 - 日本肺高血圧学会Young Investigators Award[8]。
- 2016年 - Kinki Hokuriku Airway disease Conference優秀賞[8]。
- 2018年 - Kinki Hokuriku Airway disease Conference優秀賞[8]。
- 2018年 - 日本薬学会東海支部学術奨励賞[9]。
- 2019年 - 日本アレルギー学会学術大会賞[10]。

### 註釈
1. ↑  静岡県立大学は、2007年に静岡県から静岡県公立大学法人に移管された。
2. ↑  静岡県立大学大学院薬学研究科は、生活健康科学研究科と統合・再編され、2012年に薬学研究院、食品栄養環境科学研究院、薬食生命科学総合学府が設置された。
3. ↑  静岡県立こども病院は、2009年に静岡県から地方独立行政法人静岡県立病院機構に移管された。
4. ↑  日本肺高血圧学会は、日本肺循環学会と統合され、2015年に日本肺高血圧・肺循環学会が設置された。
5. ↑  近畿・北陸気道疾患研究会は、2017年に一般社団法人近畿・北陸気道疾患研究会に改組された。

## 関連人物
- 伊藤邦彦
- 井上和幸